# Эмма Нормандская
Эмма Нормандская (около 982 — 6 марта 1052) — королева Англии (1002—1013, 1014—1016 и 1017—1035) в качестве супруги королей Этельреда II Неразумного и затем — Кнуда Великого. В Англии получила новое имя Эльфгифу.

## Биография
Эмма была дочерью герцога Нормандии Ричарда I и его второй жены Гунноры.
В 1002 году Эмма была выдана замуж за короля Англии Этельреда II Неразумного. Вероятно, этот брак был попыткой Этельреда заручиться нейтралитетом Нормандии в условиях усиливавшегося натиска скандинавских викингов. Реального укрепления позиций английского короля этот союз, однако, не принёс, хотя в долгосрочном плане это обеспечило предоставление убежища в Нормандии для Этельреда и его детей после завоевания датчанами англосаксонского королевства. Известно, что в качестве вдовьей доли королеве Эмме был предоставлен Эксетер. От брака с Этельредом Эмма родила двух сыновей: будущего короля Англии Эдуарда и Альфреда.
В 1013 году, под влиянием датского вторжения в Англию, Эмма бежала вместе с детьми в Нормандию, где в дальнейшем Эдуард и Альфред воспитывались при дворе герцога.
В 1016 году скончался Этельред II. Власть в Англии перешла к датскому королю Кнуду Великому. В стране была основана англо-датская монархия. Желая обезопасить себя со стороны Нормандии, Кнуд в 1017 году женился на Эмме, расставшись со своей первой женой Эльфгифу Нортгемптонской. Этот брак обеспечил безопасность датской династии на английском престоле от претензий детей Этельреда, всё ещё проживающих в Нормандии. Эмма родила Кнуду всего одного сына — Хардекнуда, который должен был унаследовать престолы Англии и Дании. После смерти Кнуда в 1035 году Эмма защищала интересы Хардекнуда в Англии, однако не смогла воспрепятствовать провозглашению частью англосаксонской знати регентом страны Гарольда, незаконного сына Кнуда и Эльфгифу. Хардекнуд не мог прибыть в Англию из-за усилившейся норвежской угрозы Датскому королевству. Эмма, охранявшая английскую королевскую казну в Уинчестере, была атакована дружиной Гарольда и в 1037 году бежала из страны. Королём Англии был провозглашён Гарольд.

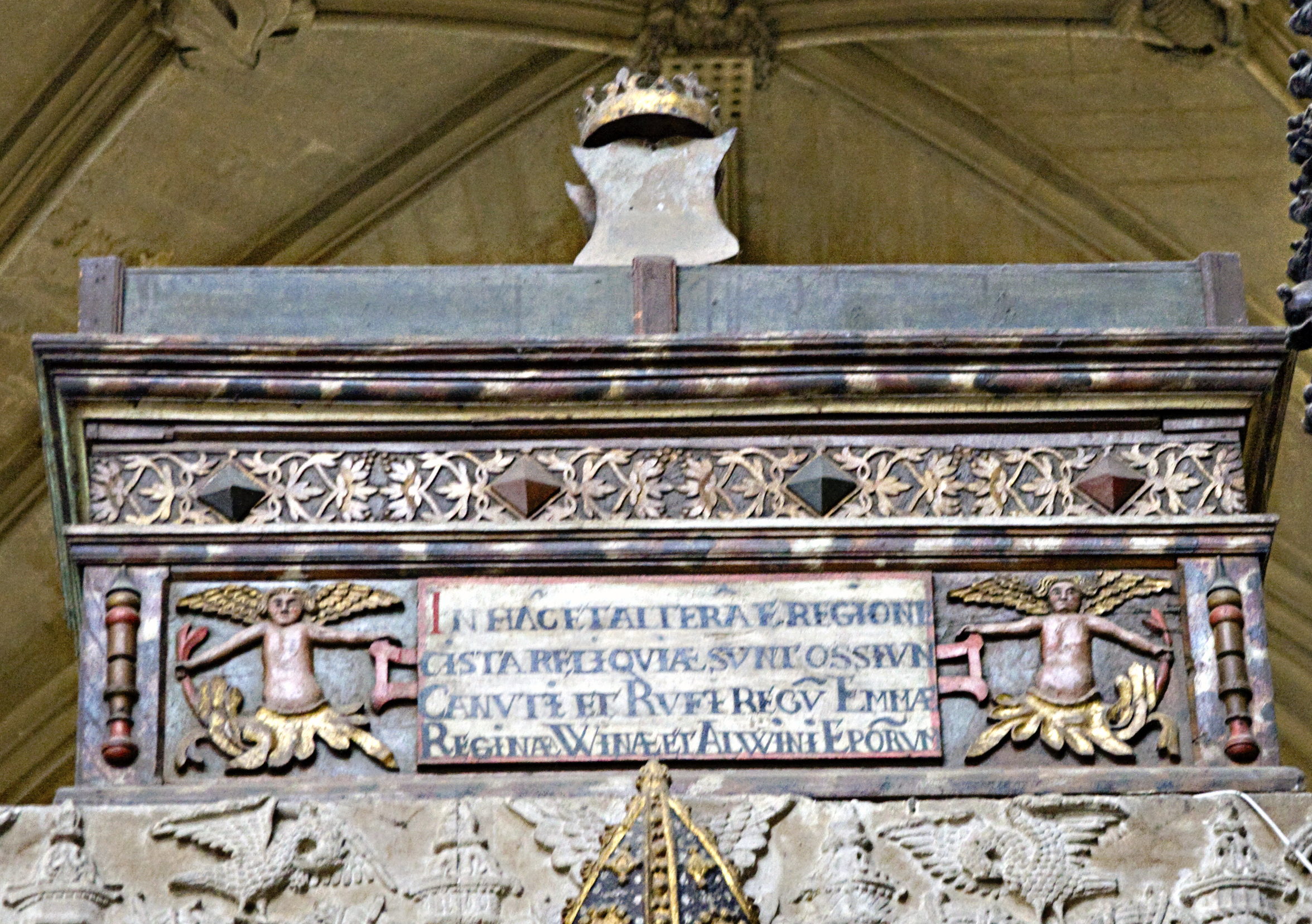
Реликварий Кнуда Великого и Эммы Нормандской в Уинчестерском соборе

Лишь в 1039 году Хардекнуд сформировал сильный флот, который, приняв во Фландрии на борт королеву Эмму, отправился отвоёвывать Англию. Вскоре скончался Гарольд I и английским королём был провозглашён Хардекнуд. Но его правление продолжалось недолго: в 1042 году Хардекнуд неожиданно умер, а престол Англии перешёл к старшему сыну Эммы и Этельреда II Эдуарду. Отношения Эдуарда со своей матерью были далеки от тёплых: на протяжении 25 лет Эдуард рос в Нормандии вдали от родины, совершенно забытый Эммой, которая всю свою жизнь посвятила Кнуду Великому и их сыну Хардекнуду. Видимо Эдуард не питал особой любви ко своей матери, поскольку практически сразу после восшествия на английский престол в 1043 году он арестовал Эмму Нормандскую по обвинению в организации заговора с целью свержения короля и конфисковал её обширные земельные владения в Уэссексе.
Браки Эммы с английскими королями укрепили связи между Англией и Нормандией, и дали основание внучатому племяннику Эммы Вильгельму I в 1066 году захватить английский трон.
В 1052 году Эмма Нормандская скончалась и была похоронена в Уинчестерском соборе.

## На телевидении
- «Викинги: Вальхалла» (англ. Vikings: Valhalla) — телесериал режиссёра Нильса Оплева и продюсера Майкла Хёрста (США, Канада, Ирландия, 2022—2024); в роли королевы — Лаура Берлин.